# Hagelsund-híd
A Hagelsund-híd (norvégül: Hagelsundbrua) közúti függőhíd, amely a Meland községhez tartozó Flatøy szigetét köti össze a Lindås községhez tartozó Knarvik faluval, Hordaland megyében, Norvégiában. A Hagelsund-híd hossza 623 méter és leghosszabb fesztávja pillérei közt 250 méter. A hidat 1982-ben adták át a forgalomnak a Nordhordaland-híddal és a Krossnessund-híddal együtt, melyek háromszög szerűen kötik össze Flatøy szigetét Holsnøy szigetével nyugaton és Bergennel délen. A hídon két forgalmi sáv található az autóforgalom számára, valamint egy járda a kerékpárosok és gyalogosok számára. A híd 50 méterrel magasodik a tenger szintje fölé az átmenő hajóforgalom zavartalanságának biztosítása miatt.

## Fordítás
Ez a szócikk részben vagy egészben  a   Hagelsund Bridge című angol Wikipédia-szócikk ezen változatának fordításán alapul.  Az eredeti cikk szerkesztőit annak laptörténete sorolja fel. Ez a jelzés csupán a megfogalmazás eredetét és a szerzői jogokat jelzi, nem szolgál a cikkben szereplő információk forrásmegjelöléseként.